# Série noire (série télévisée, 2014)
Pour les articles homonymes, voir Série noire (homonymie).
Série noire est une série télévisée québécoise en 22 épisodes de 45 minutes créée par Jean-François Rivard et François Létourneau, produite par Joanne Forgues et diffusée entre le 13 janvier 2014 et le 18 mars 2016 sur ICI Radio-Canada Télé.

## Synopsis
Denis et Patrick, deux scénaristes au tournant de la quarantaine, doivent malgré eux écrire la seconde saison de leur série La Loi de la justice, totalement méprisée des critiques mais ayant recueilli un succès inattendu dans les régions éloignées de Montréal. Réalisant leur manque de talent et leur méconnaissance flagrante du monde judiciaire et criminel, ils mettront de l'avant de nombreuses et improbables techniques visant à recréer dans la vie réelle les situations de la série afin de rendre crédibles leurs personnages.

## Distribution
- François Létourneau : Denis Rondeau
- Vincent-Guillaume Otis : Patrick Bouchard
- Édith Cochrane : Judith Larivée
- Caroline Bouchard : Léa
- Louise Bombardier : Louise Talbot
- Alain Zouvi : Le diffuseur
- Guy Nadon : Jean-Guy Boissonneau (Juge Boivin)
- Marc Beaupré : Marc Arcand
- Anne-Élisabeth Bossé : Julie Cantin (alias Charlène)
- Martin Drainville : Bruno  et Yvan
- Hugo Dubé : Claudio Brodeur
- Sébastien René : Maître Marlin
- Martin-David Peters : Enquêteur Christian Perez
- Sharon Ibgui : Maude
- Jacques L'Heureux : Henri
- Daniel Desputeau :  Bubba fet
- Mathieu Dufresne : Gregory
- Billy Racine : Ami de Gregory (Douchebag)
- Élisabeth Locas : Caroline Michaud (Valérie)
- Michel Laperrière : Le ministre Gaétan Thibodeau
- Bernard Derome : Le narrateur

## Production

### Développement
La série est arrêtée, au terme de sa première saison. Toutefois, à la suite de la pression des téléspectateurs, notamment par le biais d'une pétition ayant recueilli plus de 13 000 noms, Radio-Canada revient sur sa décision et une deuxième saison a été confirmée en juillet 2014 par la Société Radio-Canada et le tournage a eu lieu pendant l'hiver et au printemps 2015, notamment à Alma et à Montréal. Elle comporte dix épisodes, a été rendue disponible en ligne sur ICI TOU.TV Extra en novembre 2015, et a été diffusée à ICI Radio-Canada Télé durant l'hiver 2016,,.
En entrevue à l'émission La soirée est (encore) jeune le 9 janvier 2016, François Létourneau a mentionné que les deux auteurs avaient eu l'impression avec les deux premières saisons d'« avoir raconté l'histoire qu'ils voulaient raconter », semblant fermer la porte à une potentielle troisième saison.

### Attribution des rôles
Avant même le renouvellement pour une seconde saison, les producteurs de la série annoncent que des auditions publiques permettront d'obtenir un des rôles dans la série.

### Fiche technique
- Création : François Létourneau et Jean-François Rivard
- Réalisation : Jean-François Rivard
- Scénario : François Létourneau et Jean-François Rivard
- Narrateur : Bernard Derome
- Décors : Francis Tremblay
- Costumes : Anne-Karine Gauthier
- Direction de la photographie : Martin Falardeau
- Son : Patrick Lalonde, Michel Lecoufle, Olivier Rivard
- Montage : Yvann Thibaudeau
- Casting : Isabelle Thez-Axelrad, Brigitte Viau
- Musique : Cristobal Tapia de Veer
- Productrice : Johanne Forgues
- Société de production : Productions Casablanca
- Société de distribution : CBC/Radio-Canada Distribution
- Budget : 700 000$ par épisode[9]
- Pays d'origine :  Québec
- Langue originale : Français
- Nombre de saisons : 2
- Nombre d'épisodes : 22 épisodes
- Durée : 45 minutes
- Dates de première diffusion :
  - Québec : 13 janvier 2014 sur ICI Radio-Canada Télé

### Diffusion
Depuis juin 2018, l'intégralité de la série est disponible sur Netflix et peut être visionnée uniquement en version originale française, avec la possibilité d'avoir les sous-titres anglais. À savoir qu'elle est toujours disponible en ligne sur ICI TOU.TV Extra et Netflix au Canada.

## Musique utilisée dans la série
Saison 1:
- Do You Love Me Now par Kim Deal et Kelley Deal
- Destroy Everything You Touch par Ladytron
- Loaded Gun par Lightning Dust (en)
- Kill Me par Make The Girl Dance
- C'est moi par Marie-Mai
- Way to Blue par Nick Drake
- This Is Not a Love Song par Public Image Limited
- All the Things She Said par t.A.T.u.
- Little Drummer Boy par The Dandy Warhols
- April Skies par The Jesus and Mary Chain
- Illusion par VNV Nation

Saison 2:
- House of the Rising Sun par Demis Roussos
- Le Chat du café des artistes par Jean-Pierre Ferland
- Do You Love Me Now par Kim Deal et Kelley Deal
- Rock Me All Over par Lee Aaron
- The Night Before par Lee Hazlewood
- Come On Over (Turn Me On) par Mark Lanegan & Isobel Campbell
- Je voudrais voir la mer par Michel Rivard
- People Who Died par The Jim Carroll Band

## Distinctions
La première saison récolte onze prix Gémeaux en 2014, dont ceux du meilleur texte pour une série dramatique, du meilleur premier rôle masculin pour une série dramatique (François Létourneau), de la meilleure réalisation pour une série dramatique, des meilleurs rôles de soutien masculin et féminin pour une série dramatique (respectivement Guy Nadon et Louise Bombardier) et de la meilleure musique originale,.

### Récompenses
Prix Gémeaux 2014
- Meilleure réalisation : série dramatique (Jean-François Rivard)
- Meilleur texte : série dramatique (François Létourneau, Jean-François Rivard)
- Meilleur montage : fiction (Yvann Thibaudeau)
- Meilleur son : fiction (Patrick Lalonde, Michel Lecoufle, Olivier Rivard)
- Meilleurs décors : fiction (Francis Tremblay)
- Meilleure musique originale : fiction (Cristobal Tapia de Veer)
- Meilleur thème musical : toutes catégories (Cristobal Tapia de Veer)
- Meilleur premier rôle masculin : dramatique (François Létourneau)
- Meilleur rôle de soutien masculin : dramatique (Guy Nadon)
- Meilleur rôle de soutien féminin : dramatique (Louise Bombardier)
- Meilleure production numérique (site web et/ou application mobile) pour une émission ou série : fiction (Le site et l'application)

Prix Gémeaux 2016
- Meilleure direction photographique : Fiction (Martin Falardeau)
- Meilleur décor : Fiction (Francis Tremblay)
- Meilleure distribution artistique : Fiction (Isabelle Thez-Axelrad, Brigitte Viau)
- Meilleure musique originale : Fiction (Cristobal Tapia de Veer)

### Nominations
Prix Gémeaux 2014
- Meilleure série dramatique
- Meilleurs maquillages/coiffures : toutes catégories (Djina Caron, Christel Piazzolla)
- Meilleur premier rôle féminin : dramatique (Anne-Élisabeth Bossé)
- Meilleur rôle de soutien masculin : dramatique (Marc Beaupré)
- Meilleur rôle de soutien masculin : dramatique (Hugo Dubé)

Prix Gémeaux 2016
- Meilleure série dramatique
- Meilleur texte : série dramatique (François Létourneau, Jean-François Rivard)
- Meilleur premier rôle masculin : dramatique (François Létourneau)
- Meilleur premier rôle masculin : dramatique (Vincent-Guillaume Otis)
- Meilleure création de costumes: Toutes catégories (Anne-Karine Gauthier)
- Meilleur premier rôle féminin : dramatique (Anne-Élisabeth Bossé)
- Meilleur rôle de soutien masculin : dramatique (Guy Nadon)
- Meilleure production numérique pour une fiction (Série Noire : L'obsession, animée par Sébastien Diaz)